# Satoru Yamagishi
Satoru Yamagishi (Prefectura de Chiba, Japó, 3 de maig de 1983) és un futbolista japonès.

## Selecció japonesa
Satoru Yamagishi va disputar 11 partits amb la selecció japonesa.